# M26 (amas ouvert)
Pour les articles homonymes, voir M26.
M26 (NGC 6694 ) est un amas ouvert situé dans la constellation de l'Écu de Sobieski. Il a été découvert par l'astronome français Charles Messier en 1764.

## Histoire
En entrant l'amas dans son catalogue, Charles Messier nota "qu'il n'était pas discernable dans une lunette de 3,5 pieds" (longueur focale). C'est tout de même un amas serré avec des étoiles de magnitude 11,9 et de type B8.
Johann Elert Bode et William Herschel ont tous deux observé les étoiles de M26. Bode l'a décrit comme un amas d'étoiles avec une nébuleuse et Herchel comme un amas d'étoiles dispersées et non riche. John Herschel l'a observé le 27 mai 1835 et il l'a inscrit dans son catalogue, le General Catalogue of Nebulae and Clusters, sous la désignation GC 4432. Finalement, John Dreyer a inscrit l'amas dans son catalogue sous la désignation NGC 6694.

## Observation
Avec une magnitude visuelle de 8,87, cet amas n'est pas visible à l'œil nu, mais on peut l'observer avec des jumelles dont l'ouverture est de 60 à 70 mm ou avec une petit télescope.

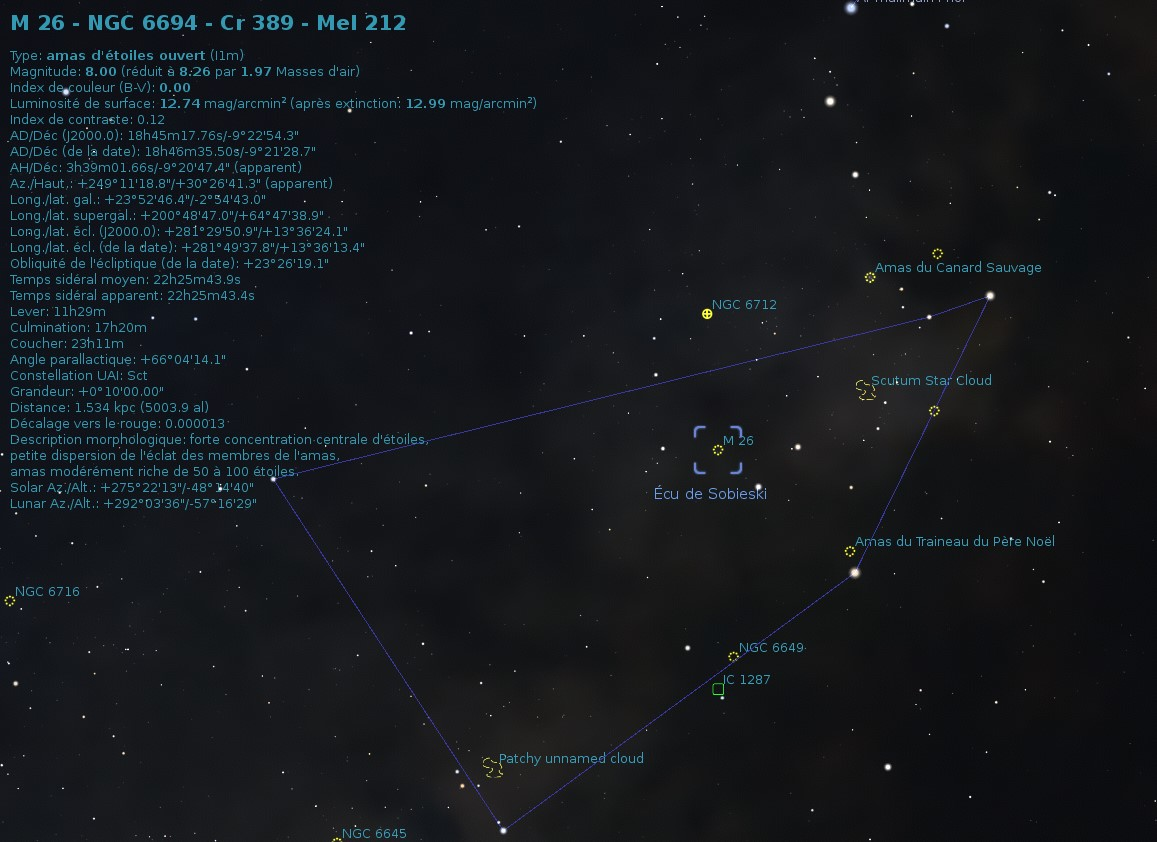
Emplacement de M26 dans le constellation de l'Écu de Sobieski.

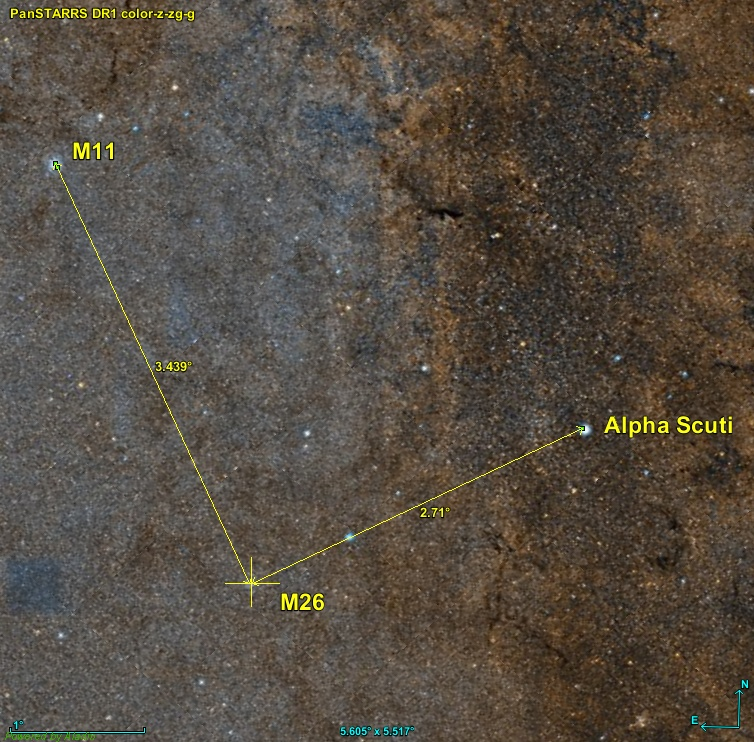
M11 est à environ 3,4 degrés au nord-est de M26. M26 se trouve à environ à environ 2,7 degrés au sud-est d'Alpha Scuti.

M26 et l'Amas du Canard sauvage (M11), l'un des amas les plus riches de la Voie lactée avec plus de 3000 étoiles, sont voisins sur la sphère céleste.

## Caractéristiques
Certaines caractéristiques apparaissent sur la base de données Simbad, mais une publication très récente (2023) basée sur les mesures de la parallaxe par le satellite Gaia a permis une mise à jour importante des données. Les données du « GAIA EARLY DATA RELEASE 3 (GAIA EDR3) » ont également permis aux auteurs (Almeida, Monteiro et Dias) de cette publication d'estimer la masse de 773 amas ouverts, dont celle de NGC 6940 qui est de 1208 ± 241 {\displaystyle M_{\odot }}.

### Distance, taille et vitesse
Cet amas est à 1 675 ± 37 pc du système solaire.
La base de données Simbad indique aussi de récentes mesures réalisées en 2021 par le satellite Gaia, M26 est à 1 658 ± 65 pc (∼5 410 al) du système solaire,. Simbad indique aussi quatre autres valeurs de la distance comprises entre 1582 pc et 1921 pc, cette dernière ayant aussi été déduite des mesures de Gaia, ce qui est en accord avec la distance proposée par Almeida, Monteiro et Dias. 
La taille apparente de l'amas est de 7' à 8' selon les sources, ce qui, compte tenu de la distance de 1 675 ± 37 pc et grâce à un calcul simple, équivaut à une taille réelle de 11,9 ± 1,1 al.
Cinq valeurs très disparates de la vitesse sont indiquées par Simbad, allant de −10,54 ± 1,47 km/s à 18,54 ± 12,49 km/s. Cependant, les deux valeurs basée sur les mesures du satellite Gaia sont très près l'une de l'autre, soit −10,54 ± 1,47 km/s et −10,226 ± 0,296 km/s

### Les étoiles de M26
La classification des amas ouverts de Robert Trumpler varie aussi selon les sources : I1m selon Seligman et Steinicke et II3m selon Lynda, une base de données consacrées aux amas ouverts. L'amas renferme donc entre 50 et 100 étoiles (la lettre m), 30 selon Lynga, ce qui contredit la classification qu'il donne à M26! Robert Burnham rapporte environ 25 étoiles visibles avec un instrument de 150 à 200 millimètres tandis que John H. Mallas et Evered Kreimer mentionnent un nombre de 90 dans leur ouvrage.
On a observé une seule étoile binaire dans ce système et elle est de type spectroscopique. Une autre caractéristique inusitée de cet amas est une zone de faible densité stellaire d'environ 3,1' autour du centre. Selon James Cuffey (en), ce "trou" dans les étoiles, comme d'autres bien connus, pourrait provenir de la matière interstellaire située entre nous et l'amas
M26 renferme au moins une étoile traînarde bleue.

## Galerie

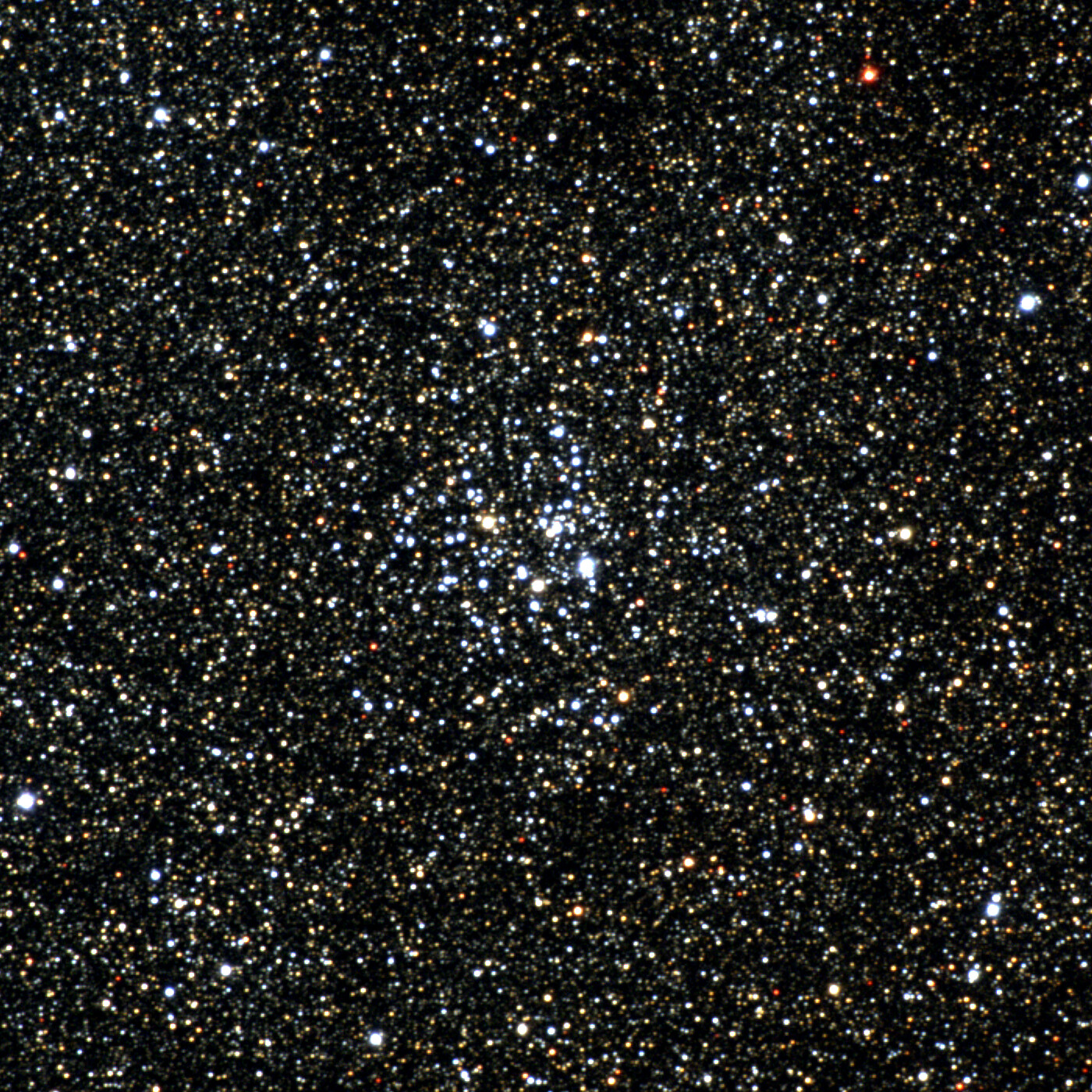
Image créée en juin 1996 par le NOIRLab.
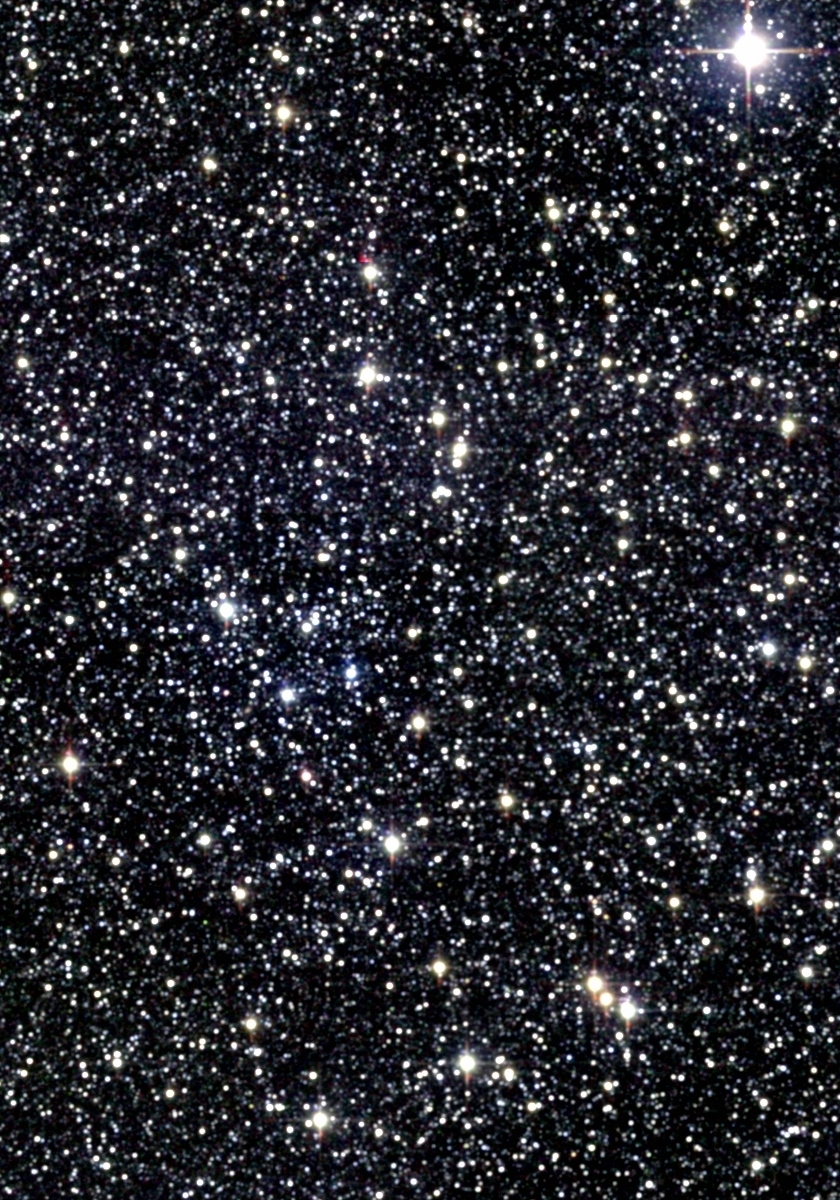
Messier 26 en infrarouge par le relevé 2MASS.